# Dwi Rubiyanti Kholifah
Dwi Rubiyanti Kholifah, mais conhecida como Ruby Kholifah, é uma líder indonésia dos direitos das mulheres e ativista dos direitos humanos. Ela é a diretora indonésia da Asian Muslim Action Network (AMAN).

## Biografia
Ruby Kholifah nasceu e foi criada na Indonésia e concluiu o bacharelado em Literatura pela Universitas Jember, na Indonésia, e o mestrado em saúde e ciências sociais na Universidade Mahidol, na Tailândia, onde estudou a saúde sexual e as práticas de mulheres jovens em escolas islâmicas tradicionais (Pesantren). Ela também foi ativista do Nahdlatul Ulama. Ela ingressou na Asian Muslim Action Network em 2005 como coordenadora do programa de bolsas de pesquisa.
Atualmente, Ruby é diretora da Rede de Ação Muçulmana Asiática na Indonésia, com foco nas mulheres na construção da paz e na cooperação inter-religiosa. Em 2014, ela foi selecionada como Asia Foundation Development Fellow. Em 2016, ela recebeu o Prêmio N-Peace. Ela falou sobre tópicos como o uso do Hijab, direitos das vítimas de estupro, relações inter-religiosas, terrorismo, direitos da minoria Ahmadiyya, direitos dos transgêneros e outras questões.

## Reconhecimento
Ela foi reconhecida como uma das 100 mulheres mais inspiradoras do mundo, pela BBC, em 2014.

## Publicações
- Kholifah, DR (2010). Discursos contestadores sobre sexualidade e subjetividade sexual entre jovens mulheres muçulmanas solteiras em pesantren . Saarbrücken: LAP Lambert Academic Publishing.[15]